# Condado de Montornés
El condado de Montornés es un título nobiliario español creado el 10 de noviembre de 1888, durante el reinado de Alfonso XIII, por la reina regente María Cristina de Habsburgo Lorena a favor de María de la Caridad Despujol y Rigalt, hija del I conde de Caspe, en recuerdo de un antiguo señorío de su Casa.

## Condes de Montornés
|                           | Titular                                        | Periodo                   |
| Creación por Alfonso XIII | Creación por Alfonso XIII                      | Creación por Alfonso XIII |
| ------------------------- | ---------------------------------------------- | ------------------------- |
| I                         | María de la Caridad Despujol y Rigalt          | 1888-1946                 |
| II                        | Enrique María Trénor y Lamo de Espinosa        | 1953-2019                 |
| III                       | Francisco de Paula Gómez-Torres y Gómez-Trenor | 2022-actual               |

## Historia de los condes de Montornés
- María de la caridad Despujol y Rigalt (Santiago de Cuba, Cuba 3 de marzo de 1865-Madrid, España 23 de diciembre de 1946), I condesa de Montornés.

Casó con Enrique Trénor y Montesinos, I conde de la Vallesa de Mandor. Le sucedió, de su hijo Enrique Trénor y Despujol II conde de la Vallesa de Mandor casado con María del Carmen Lamo de Espinosa del Portillo, VIII condesa de Noroña, el hijo de ambos, por tanto su nieto:
- Enrique María Trenor y Lamo de Espinosa (m. Valencia, 1 de octubre de 2017), II conde de Montornés, IX conde de Noroña,[2] III conde de la Vallesa de Mandor. Sin desdendencia, sucedió:

- Francisco de Paula Gómez-Torres y Gómez-Trenor, III conde de Montornés.[3] y IV conde de Vallesa de Mandor, grande de España.[4]